# Vassílievka (Rakítnoie)
Vassílievka - Васильевка (rus) - és un poble de l'óblast de Bélgorod, a Rússia. El 2021 tenia 479 habitants. Pertany al districte (raion) de Rakítnoie.